# 鍾士元
鍾 士元GBM, GBE, JP（しょう しげん、英語: Sir Sze-yuen Chung, 1917年11月3日 - 2018年11月14日）は、香港の実業家、政治家。祖籍は広東省南海県。
英国籍香港人である鄧蓮如が引退した後、1990年代以降、最も高い地位にいた香港の政治家である。パッテン総督の就任まで、植民地時代の1970年代から1980年代にかけて立法局と行政局の主席非官守議員を務めた。中国への主権返還後も、董建華行政長官の下で行政会議非官守議員召集人を務め、1999年に政界を引退した。香港の政治界での地位の高さから、「大Sir（偉大なる“サー”）」や「政壇教父（香港政界のゴッドファーザー）」と呼ばれていた。
エンジニアから政治家に転身した鍾は、香港政庁によりさまざまな公職に任命された。1960年代には香港工業総会（FHKI）の主席を務め、その後、立法局および行政局の非官守議員となった。行政局の主席非官守議員として、1980年代初頭の香港の主権を巡る中英交渉に深く関与し、英中両政府間で香港市民の懸念を代弁する役割を果たした。1988年に植民地時代の職務を退いた後、鍾は香港返還前のポストで北京からの任命を受けるようになった。1997年には、董建華行政長官の要請で香港特別行政区行政会議の非公式メンバーの初代召集人を務め、1999年の二度目の引退までその職務を果たした。

## 生い立ちと教育
1917年11月3日、英国統治下の香港に生まれた。鍾の家族のルーツは広東省仏山にあり、金属輸入商を営む父親の3番目の妻の長男、8人の息子のうち5番目の男子であった。鍾は聖保羅書院を含む中英学校に通い、若い頃にはセント・ジョン・アンビュランスや英国王立水難救助協会（en:Royal Life Saving Society UK）の救助員として活動した。1936年に聖保羅書院を卒業後、上海聖ヨハネ大学へ工学を学ぶために進学した。しかし、1937年の夏休み中に日本が上海に侵攻したため上海との連絡が途絶え（第二次上海事変）、その後香港大学への入学を果たした。 1941年5月に、工学の理学士号を首席で卒業した。
鍾はすぐに黄埔船塢（Kowloon Whampoa Shipyard）に採用され、月給200香港ドルで機械工場の助手技師として働き始めた。当時この会社で2人しかいない華人エンジニアであった。1941年12月の香港の戦いでは、補助輸送サービス（Auxiliary Transport Services、香港警察傘下）に参加し、Wanchai Vocation Schoolに派遣されて自動車修理部門を担当した。

## 戦争とビジネスキャリア
香港陥落後、鍾は中立地であるマカオへ向かい、張容馨の家に寄宿した。その後1942年初頭に江西省へ移り、当時そこで香港大学時代の工科講師だった曾華勝の紹介で、泰和県の機械工場で設計部主任として働き始めた（曾は当時、江西省政府で働いており、臨時省都であった泰和県機械廠で総工程師兼副工場長の任にあった）。同じ年に婚約者の張容馨と結婚した。その後、新たな機械工場の設立を依頼され、その工場の総支配人となった。また、国立中正大学の非常勤准教授として講義も行った。さらに、National Tea Corporation（中國茶業聯營公司？）のためにロシア向けの輸出用茶工場の設計も担当した。
1944年、江西省が陥落した際、鍾は多くの人々とともに避難し、興国県付近の小さな町に移った。そこで織物機械を製造する機械工場で働いた。戦争終結後、南昌の発電所兼水道施設の工場長に任命されたが、すぐに辞職し、香港へ戻った。その後、友人の家族経営の事業である光宇製造廠（World Light Manufactory）の主任技師として働いたのち、1948年夏の終わりにイギリスでの留学を決意した。1951年、シェフィールド大学で工学博士号を取得した。彼は薄板金属の深絞りに関する論文を発表し、これが1952年にロンドンの機械学会のホイットワース賞を受賞した。卒業後はGKNの研究員として働いたが、1951年末に香港へ戻る決断をした。
香港に戻った後は光宇製造廠の主任技師としての職務に復帰し、その後副部長になった。工場が閉鎖された後、1953年に自身の工学コンサルティング事業を立ち上げた。その後、懐中電灯を製造するV. K. Song Limitedの総支配人に就任し、この会社は後に崇佳實業公司（Sonca Industries Limited）と改名された。同社では取締役会の会長を務めた。

## 初期の公的経歴
1958年、ロバート・ブラック総督によって工業協会設立のための作業委員会に任命され、1960年に香港工業総会（FHKI）として設立された。1966年、新設された貿易発展局（TDC）主席に周錫年卿が就任した際、チョンはその後任として香港工業総会会長に就任した。また、1965年4月、デイヴィッド・トレンチ総督により立法局の臨時メンバーに任命され、工商業諮詢委員会委員、電話服務諮詢委員会委員、民航事務委員会委員、輻射委員会委員、貿易発展局委員、生産力促進局副主席を務めたほか、太平紳士にも任命された。
1968年、立法局の常任議員となり、1972年にはクロフォード・マレー・マクレホース総督により行政局議員に任命された。1974年には立法局の主席非官守議員に就任した。1997年の新界租借期限満了後の香港の将来を検討するため、1977年に財政司フィリップ・ハドン＝ケイブを長とする諮詢委員会が設立され、そのメンバーの一人となった。1980年、該委員会は総督に対し、主権問題に関する予備交渉を開始するよう政府に求める4ページの書簡を提出した。

## 行政局主席非官守議員
1978年、立法局を辞職し、行政局での活動により多くの時間を割くことを決意した。同年、ナイト・バチェラーの称号を授与された。1980年8月に行政局の主席非官守議員であった簡悦強卿とシドニー・ゴードン卿の両名が退任すると、鍾が主席非官守議員に就任した。この役職は議員として政府内で最も高い地位であり、「香港社会のリーダー」としての役割を担うものであった。

### 香港の前途に関する問題
行政局主席非官守議員として在任中、鍾は香港の主権を巡る英中交渉を目の当たりにした。交渉開始前、中国人民政治協商会議への参加を招待されたが、これをイギリス政府への裏切りと見なして辞退した。1982年9月、鍾を代表とする行政立法両局の非官守議員（UMELCO）は、5人の代表団をロンドンに派遣し、鍾はロジャー・ロボ、李福和、鄧蓮如、陳鑑泉とともに英国のマーガレット・サッチャー首相と会談を行い、香港におけるイギリス統治の現状維持を提案した。
『オブザーバー』紙が明らかにした香港に関する中国の立場を、1982年12月のサッチャーの北京訪問後も行政局は知らされていなかったことを受け、鍾はサッチャーとの会談の中で、行政局を信頼するよう英国政府に促した。しかし、英中両サイドに加えて香港の代表が交渉テーブルに加わるという「三脚の椅子」案は実現しなかった。というのも、1983年にUMELCOは英中交渉から除外されたためである。
行政局非官守議員（UMEXCO）は、1983年7月と10月の2度にわたり、英国政府に自らの意見を伝えるための使節団をロンドンに派遣した。その2回目の使節団で、鍾はサッチャーから「妥協が必要である」と言われた。12月、エドワード・ユード総督はUMELCOに対し、イギリスは1997年7月1日に香港の主権と統治権を中国に返還することを決定したと伝えたが、この情報は1984年4月20日まで公にされることはなかった。これを受けて、UMELCOは1984年2月24日に会合を開き、英中合意に関する世論を動員し、香港の立場を英国政府と香港政府に伝える戦略を打ち出した。立法局非官守議員であるロジャー・ロボは、1984年3月14日に「香港の将来に関する提案は、最終的な合意が成立する前にこの議会で議論されるべきである」という動議を提案した。

### 英中共同声明
外務大臣ジェフリー・ハウが、イギリスは1997年7月1日に香港から撤退することを発表した後、UMELCOは、香港の繁栄、安定、自由を確保するために、香港の大多数の人々が受け入れ可能な英中合意を結ぶことが不可欠であると考え、1984年5月のUMELCOの立場を示す文書に基づいて行動した。合意に関する6つの懸念、2つの質問、4つの要求が盛り込まれたこのポジション・ペーパーで武装したUMELCOのメンバーはロンドンに赴いたが、議会議員や元首相エドワード・ヒース、元総督マクレホース卿に冷遇された。ハウは、UMELCOの使節団は香港市民を代表していないと述べ、彼ら非官守議員たちは選挙で選ばれていないと批判した。ヒースはさらに「これらの非官守議員は総督によって任命されたもので、香港の人々を代表するものではない。彼らはこれまでそうではなく、これからもそうはならないだろう」とまで言った。この侮辱に傷ついた鍾は、使節団が報道陣に囲まれながら議会を後にする際、香港市民に対して合意に関する意見を提出するよう呼びかけた。その後、UMELCOの事務所には1万件近い支持のメッセージが届き、調査によれば香港の住民の約70～90％がUMELCOのポジション・ペーパーを支持していることが明らかになった。
1984年6月、鍾は鄧蓮如と利国偉の3人の代表団を率いて北京で鄧小平と会談した。この会議で、鄧小平は香港代表との「三脚の椅子」式の交渉案を退け、1997年における香港の中国主権を強調した。
鍾は香港の将来に関する市民の懸念、特に専門家や人材、資本の流出が引き起こす可能性のある経済的な不況について懸念を表明し、また1997年以降の中国の香港政策についても懸念を示した。これに対し、鄧小平は移行期間中に共同連絡グループが設立されることを述べ、1997年以降の港人治港を保証した。北京から帰港した後、鍾は記者会見で、鄧主席が香港には信頼の危機はないと考えていると述べた。この発言は新華社通信香港分社社長（現在の香港中聯辦主任に相当）の許家屯から非難を受け、英国の「孤臣孽子（遠ざけられた家臣、寵愛を失った息子）」と形容された。
1984年9月、UMEXCOの5回目で最後のロンドン使節団が派遣され、交渉の詳細についてメンバーが説明を受けた後、UMEXCOは提案された中英共同宣言を公に支持した。UMEXCOは、この宣言がUMELCOがポジション・ペーパーで掲げた要求を満たすものであると信じていた。2月、鍾は英中共同声明の署名を立会人として見届けるために招待された。交渉における貢献により、1989年の引退後、彼は最優秀英帝国勲章のナイト・グランド・クロス（GBE）を授与された。

### 英中合意以後
鍾と鄧は、基本法起草のための香港基本法諮詢委員会（英語: Hong Kong Basic Law Consultative Committee、BLCC）に参加する招待を北京から受けたが、それは行政局および立法局の主席非官守議員としての立場と役割を損なうことになるため、これを辞退した。しかし、鍾はその後数年間、英中共同声明の履行や香港の民主的発展に関する問題で許家屯との緊密な関係を維持した。1988年9月1日、鍾は行政局を辞任し、政治から引退した。
鍾はまた、1983年から1988年までthe Japan-Hong Kong Business Co-operation Committees（HK-JBCC）の主席を務め、1984年から1988年までthe Hong Kong US Economic Cooperation Committeeの主席を務めた。彼はまた、3つの地元大学の設立に関与しており、1972年には香港理工大学理事会の初代理事長を務め、1984年には香港城市理工学院の設立にも責任を負った。さらに、1991年には香港科技大学の設立を計画委員会主席として監督し、同大学の副学長に就任した。

## 行政局議員引退後
鍾は引退後も影響力を持ち続けた。1989年の天安門広場での抗議活動中、デイヴィッド・ウィルソン総督に対して、中国に対する政府の長年の中立政策を放棄しないように促した。1990年には、彼は香港工商専業聯会（BPF）の諮問委員会のメンバーとなった。これは基本法起草を巡る圧力団体「八十九人小組（Group 89）」から発展したもので、財界寄りの保守的な政治団体であった。鍾はまた、自身の弟子である立法局主席非官守議員の李鵬飛や潘国濂に対して、政治の上に立つふりをせず、信念、ビジョン、規律、プラットフォームを持つ適切な政党を形成し、1991年の初の立法局選挙後に登場した大衆迎合主義的な香港民主同盟（UDHK）に対抗するよう助言した。李は後に、立法局の非官僚守議員で構成されたシンクタンク「啓聯資源中心（CRC）」を1993年に自由党に転換した。また、鍾は医院管理局主席に任命され、1991年の設立に深く関与した。
1992年、北京政府の招待を受け、香港事務顧問として香港に関するさまざまな問題について北京政府に助言を行った。1993年には、香港の主権移譲に向けた準備を進めるための香港特別行政区籌備委員会預備工作委員会（PWC）委員に任命され、経済専題小組の新機場分組召集人を務めた。この新空港問題は、英国と中国政府の間で論争を呼んだ。1995年には、香港特別行政区籌備委員会委員に任命され、その後、400人からなる第一屆政府推選委員会の一員となり、臨時立法会および初代行政長官の選出を担当した。
1997年1月24日、行政長官に選出された董建華は、初代香港特別行政区行政会議のメンバーを発表し、鍾は行政会議の非官守議員召集人に任命された。1997年7月1日、香港特別行政区成立初日には大紫荊勳章を授与された。その後さらに2年間行政会議に務め、1999年6月30日にすべての公職から退いた。
2001年、回顧録『香港返還への道：鍾士元回顧録（英語: Hong Kong's Journey to Reunification: Memoirs of Sze-yuen Chung、中国語: 香港回歸歷程：鍾士元回憶錄）』を出版した。この書籍では、彼の人生、キャリア、そして1980年代の英中交渉における広範な関与について述べられている。

## 私生活
熱心なバレーボール選手であり、聖保羅書院でプレーしていた。また、1948年の上海で行われた全国運動会のバレーボールトーナメントでは、香港チームの副キャプテンを務めた。1942年に張容馨と結婚し、2人の娘と1人の息子をもうけた。2018年11月14日、101歳の誕生日から間もなく亡くなった。

## 逸話
元港澳辦主任の魯平は2007年に回顧した中で、1997年香港返還時の式典リハーサルのことを語った：「当時、行政会議メンバーの宣誓は鐘士元が先導して行ったのですが、彼が誓詞を読み上げた時、私は笑いながら涙が出てしまいました。みんなもお腹を抱えて笑ってしまいました。彼の普通話は本当にひどかったんです。私は『もっと普通話を練習しなさい』と言いました。結局、なんとかギリギリでクリアできたんですが、事前にみんなが心の準備をしていたので、正式な宣誓の儀式ではみんな笑わないようにして耐えました。」

## 栄典

### 叙勲
- 非官守太平紳士（1964年）
- 最優秀英帝国勲章将校 (OBE)（1968年）
- 最優秀英帝国勲章司令官 (CBE)（1975年）
- 瑞宝章（日本、1977年）
- ナイト・バチェラー（1978年）
- 最優秀英帝国勲章大十字騎士(GBE)（1989年）
- 大紫荊勲賢 (GBM)（1997年）

### 名誉博士号
- 香港大学名誉科学博士（1976年）
- 香港中文大学栄誉法学博士（1983年）
- シェフィールド大学名誉法学博士（1985年）
- 香港理工学院栄誉工学博士（1989年）
- 香港城市理工学院栄誉工商管理博士（1989年）

### アカデミー会員
- 香港工程師学会名誉資深会員（HonFHKIE）（1976年）
- 英国王立工学アカデミーフェロー（FREng）（1983年）[33]
- 英国機械学会名誉フェロー（HonFIMechE）（1983年）
- 香港工程科学院フェロー（FHKEng）（1994年）
- ジェイムズ・ワット国際メダル（2012年）

## 注
1. ↑  “鍾士元氏死去 香港の政治家”. 東奥日報 (2018年11月14日). 2018年12月15日閲覧。
2. ↑  “隔牆有耳：大Sir百歲大壽猛人雲集”. 蘋果日報. (2017年11月4日)
3. ↑   Growing with Hong Kong: The University and Its Graduates : the First 90 Years. Hong Kong University Press. (2002). p. 273
4. ↑  Chung 2001, p. 2.
5. ↑  “93rd Congregation (1976) - CHUNG Sze Yuen - Doctor of Science honoris causa”.   香港大学. 2025年1月26日閲覧。
6. ↑  “Hong Kong War Diary”. www.hongkongwardiary.com. 2025年1月26日閲覧。
7. ↑  Chung 2001, p. 4.
8. ↑  “鍾士元40年代罕有華人工程師　港大一級榮譽畢業為一本工程書偷渡”.   香港経済日報. 2025年1月26日閲覧。
9. ↑  Chung 2001, p. 8.
10. 1 2  Chung 2001, p. 11.
11. ↑  “25th Congregation (1983) - Dr. The Hon. Sir CHUNG Sze-yuen, Doctor of Laws”. Chinese University of Hong Kong. 2025年1月26日閲覧。
12. ↑  Chung 2001, p. 20.
13. ↑  Chung 2001, p. 22.
14. ↑  Chung 2001, p. 28.
15. ↑  Chung 2001, p. 32.
16. ↑  Chung 2001, p. 41.
17. ↑  Chung 2001, p. 51.
18. ↑  Pepper 2008, p. 196.
19. ↑   The Peking Informers. 48. (1984). p. 4
20. ↑  Chung 2001, p. 65.
21. ↑  Pepper 2008, p. 198.
22. ↑  Chung 2001, p. 90.
23. ↑  Chung 2001, p. 100.
24. ↑  Chung 2001, p. 102.
25. ↑  Chung 2001, p. 88.
26. ↑  Chung 2001, p. 331.
27. ↑  “'Godfather of HK politics' dies aged 101: Chung Sze-yuen played crucial role for 60 years”. The Standard. (2018年11月15日)
28. ↑  “Founding Fellow, CHUNG, Dr The Honourable Sir Sze-yuen 鍾士元”. Hong Kong Academy of Engineering Sciences
29. ↑  Chung 2001, p. 174.
30. ↑  Chung 2001, p. 191.
31. ↑  “'Godfather of Hong Kong politics' Chung Sze-yuen dies at 101 - Hong Kong Free Press HKFP” (2018年11月14日). 2025年1月26日閲覧。
32. ↑  赵琳琳; 柳建云 (2007年6月22日). “原国务院港澳办主任鲁平：董建华不是政治家”. 新浪新闻——轉自广州日报.  オリジナルの2011年11月8日時点におけるアーカイブ。 2020年11月23日閲覧。
33. ↑  “List of Fellows”. 2016年6月8日時点のオリジナルよりアーカイブ。2014年10月14日閲覧。